# Loxostege macrospinalis
Loxostege macrospinalis là một loài bướm đêm trong họ Crambidae.